# Qzone
Qzone (или Кузон, на китайски: QQ空间) е уебсайт, онлайн социална мрежа, базирана в Китай, създадена през 2005 г. от телекомуникационната компания „Тенсент“. Сайтът позволява на потребителите си да публикуват блогове, да водят дневници, да изпращат снимки, да слушат музика и да гледат видеоклипове. Потребителите могат да задават своя фон на Qzone и да избират аксесоари въз основа на своите предпочитания, така всеки профил се персонализирана според вкуса на всеки потребител. Повечето аксесоари на Qzone обаче не са безплатни, само след закупуване на Canary Yellow Diamond потребителите могат да получават достъп до всяка услуга, без да плащат допълнително.
Според доклад от 2009 г., публикуван от „Тенсент“, Qzone изпреварва други уебсайтове за социални мрежи в Китай. Qzone се разраства бързо и към ноември 2013 г. има 623,3 милиона потребители, а до 2014 г. има 645 милиона. 150 милиона потребители на Qzone актуализират акаунтите си поне веднъж месечно.